# John Donne
John Donne (London, 1572 – London, 1631. március 31.) angol költő, a metafizikus költészet legkiemelkedőbb egyénisége. Főként verses szatírákat, leveleket, elégiákat és alkalmi verseket írt. Műveire jellemző mind a magas intellektualitás, mind az érzéki szenvedélyes, a vallásos háttér és epikus műveire a meglepő fordulatok. Költeményeiben gyakoriak az élő metaforák.
Senki sem különálló sziget; minden ember a kontinens egy része, a szárazföld egy darabja; ha egy göröngyöt mos el a tenger, Európa lesz kevesebb, éppúgy, mintha egy hegyfokot mosna el, vagy barátaid házát, vagy a te birtokod; minden halállal én leszek kevesebb, mert egy vagyok az emberiséggel; ezért hát sose kérdezd, kiért szól a harang: érted szól.

## Élete
John Donne katolikus családban született. Apja vaskereskedő volt, azonban korán (1576-ban) meghalt. Ezután édesanyja, Elizabeth, egymaga nevelte három gyermekét. Elizabeth közeli rokona volt Morus Szent Tamásnak. Elizabeth fivérét egy pap bújtatásáért bebörtönözték, nagybátyját, aki jezsuita volt, kivégezték. Oxfordban és Cambridge-ben teológiát tanult.
Tanulmányai befejezése után anglikán hitre tért. 1596–97-ben részt vett az essexi hadjáratban, majd Sir Thomas Egerton királyi pecsétőr titkára lett. Beleszeretett Egerton unokahúgába, Anne More-ba, akivel titokban házasságot kötött. Amikor ezt Egerton megtudta, Donnet és két barátját, akik segítették tervében, börtönbe záratta. Ebben az időben írta két jelentős és híres verses művét, az An Anatomy of the World (A világ anatómiája, 1611) és Of the Progress of the Soul (A lélek fejlődéséről, 1612). Ezen műveiben kifejtette bizalmát a középkori világrendszerben, amelyet az új kor politikai, filozófiai és tudományos szemlélete megbont.
Börtönből való kiengedése után Anne szüleinek birtokán telepedett le feleségével. Anyagi helyzetük bizonytalan volt mindaddig, míg ki nem békültek Egertonnal. 1611-12-ben két antikatolikus művet jelentetett meg. Az egyikben, az Ignatius his Conclave-ban Angliában elsőként védelmezi Galilei gondolatait. I. Jakab kedvelte műveit, de csak egyházi kinevezést kívánt számára biztosítani. Donne ezt eleinte visszautasította, de később főként anyagi bizonytalansága rákényszerítette, hogy a király javaslatát elfogadja, így 1615-ben pappá szentelték.
Felesége 1617-ben meghalt. 1621-től Donne a Szent Pál-székesegyház dékánja lett, mely funkcióját haláláig viselte.

## Magyarul
- Égi és földi szerelem. Válogatott versek; vál. András T. László, Katona Tamás, ford. Eörsi István et al.; Magyar Helikon–Európa, Bp., 1967
- Negatív szerelem; vál., ford., utószó, jegyz. Ferencz Győző; Helikon, Bp., 1987 (Helikon stúdió)
- Délben alkonyul, délben virrad. Öt prédikáció; vál., ford., jegyz. Pásztor Péter, előszó Ferencz Győző; Harmat, Bp., 1998
- A szerelem istensége; Lazi, Szeged, 2007
- Műveinek magyar fordításairól a Magyarul Bábelben John Donne oldalán kétnyelvű összeállítás található, versszövegekkel.